# Petre Alexandrescu
Petre Alexandrescu (n. 3 ianuarie 1930, Paris – d. 18 iulie 2009, București) a fost un istoric al Antichității, arheolog, istoric al religiilor român. A fost căsătorit cu Maria Alexandrescu Vianu. Au avut împreună un fiu, pe Vlad Alexandrescu.

## Viața și activitatea
Petre Alexandrescu s-a născut la Paris, la data de 3 ianuarie 1930.  Istoric de mare notorietate al cetăților grecești din marea Neagră, profesor a numeroase generații de arheologi și istorici, director al șantierului arheologic de la Histria (1981-1999), Petre Alexandrescu și-a dedicat întreaga carieră cercetării științifice și dezvoltării școlii românești de arheologie clasică și de istorie a religiilor, situându-se în linia celor mai prestigioși istorici români ai Antichității: Vasile Pârvan, Scarlat Lambrino, Radu Vulpe, Dionisie M. Pippidi.
În București și-a susținut bacalaureatul în 1948, absolvent al Facultății de Limbi clasice a Universității din București, secția de limbă și literatură greacă și latină (1948-1952), doctor în istorie (1969). A fost preparator la Institutul de lingvistică în 1951 și arheolog în 1952, asistent în 1953, cercetător din 1965, devine membru în tinerețe al Societății de studii clasice. A fost preocupat în mod special de arheologia clasică greco-romană din zona Mării Negre, interesat de populația traco-getică. . Anii de activitate profesională au fost la Institut de Arheologie al Academiei Române, de la absolvirea universității până în 2000, când s-a pensionat, a parcurs treptat fiecare etapă de cercetător Bogată experiență de cercetător pe șantierele arheologice din Dobrogea (Histria, Tomis, Sarinasuf, Tariverde). A lucrat întreaga viață în cadrul Institutului de Arheologie „Vasile Pârvan” al Academiei Române, în calitate de cercetător, șef al Secției de Arheologie Clasică (1971-1994) și Director al Institutului de Arheologie Vasile Pârvan(1990-1999). În 1995 a devenit profesor titular, iar din 1997 până în 2000 a fost profesor asociat în cadrul catedrei de Istorie Antică și Arheologie a Universității din București. Membru corespondent al Institutului Arheologic German Arhivat în 7 septembrie 2015, la Wayback Machine., membru al Institutului de Studii Avansate din Princeton, membru al Societății Române de Studii Clasice. A condus o serie de publicații de specialitate (revistele românești Dacia (1990-1999), Studii și Cercetări de Istorie Veche și Arheologie (1990-1995), seria monografiilor consacrate cetății Histria, a întemeiat și a condus revista franco-italiană Il Mar Nero[nefuncțională – arhivă]
 (1994-2009), seria româno-germană Archaeologica Romanica[nefuncțională]
 (1997-2002). Vice-președinte al Comisiei Naționale a Monumentelor  Istorice (1997-2000).

## Lucrări
Autor al unui mare număr de lucrări științifice: cărți, articole în reviste de specialitate, comunicări la conferințe internaționale, studii, conferințe, prefețe, traduceri, recenzii etc.
- Corpus vasorum antiquorum, Roumanie, 2, Collection Dr. Georges et Maria Severeanu (Musée de la Ville de Bucarest) et collections privées (în colaborare cu Suzana Dimitriu), (București, 1968),
- Histria IV : La ceramique d'époque et classique (VIIe-IVe s.) (București, 1978),
- Histria: Eine Griechenstadt an der rumänischen Schwarzmeerküste (Konstanz, 1990),
- L'Aigle et le Dauphin. Etudes d'archéologie pontique  (București, Paris, 1999),
- Histria VII : La zone sacrée d'époque grecque (fouilles 1915-1989), 2 tomuri (București, Paris, 2005).

## Distincții obținute

### Premii
- Premiul „Gustave Mendel” al Académie des Inscriptions et Belles Lettres (1966);
- Premiul „Vasile Pârvan” al Academiei Române (1967);

### Decorații
- Ordinul național „Serviciul Credincios” în grad de Ofițer (1 decembrie 2000) „pentru realizări artistice remarcabile și pentru promovarea culturii, de Ziua Națională a României”[7]